# Bulgardicus tranteevi
Bulgardicus tranteevi är en mångfotingart som beskrevs av Pius Strasser 1960. Bulgardicus tranteevi ingår i släktet Bulgardicus och familjen Anthroleucosomatidae. Inga underarter finns listade i Catalogue of Life.